# Calliandra eriophylla
Calliandra eriophylla är en ärtväxtart som beskrevs av George Bentham. Calliandra eriophylla ingår i släktet Calliandra och familjen ärtväxter.

## Underarter
Arten delas in i följande underarter:
- C. e. chamaedrys
- C. e. eriophylla

## Bildgalleri

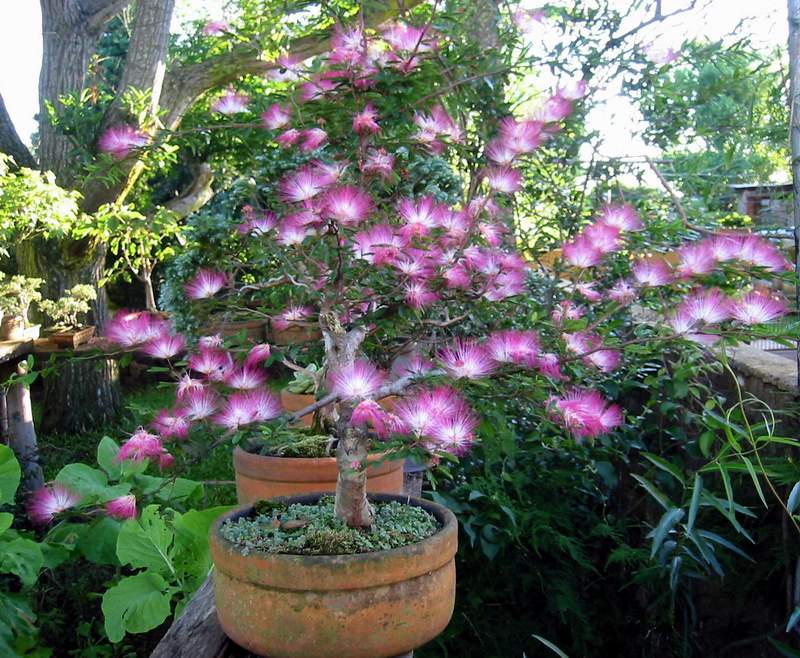
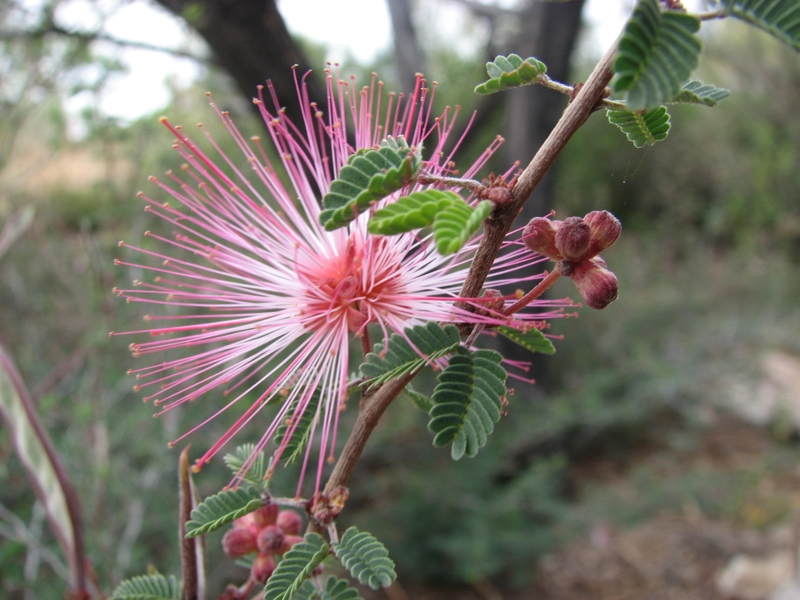
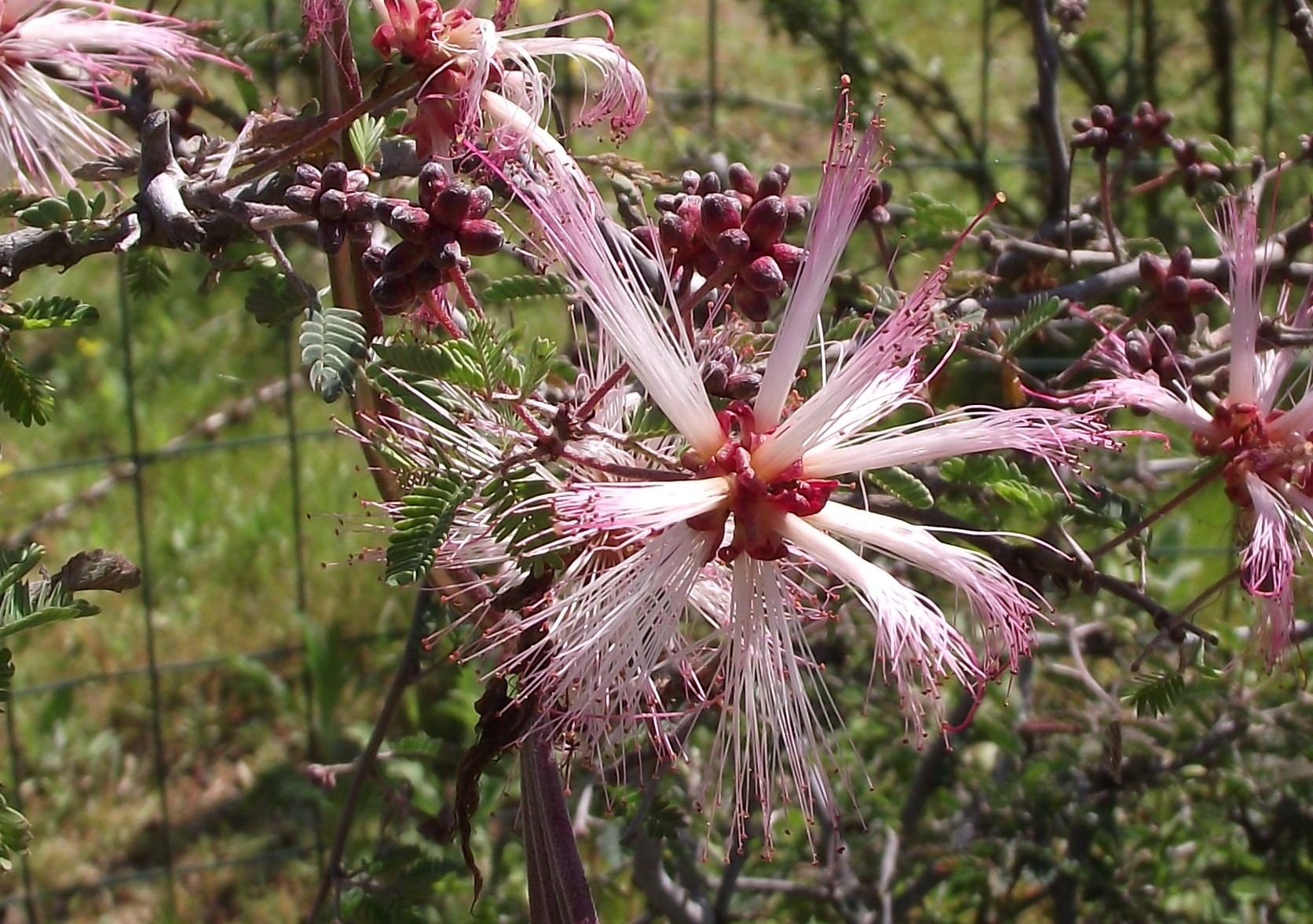
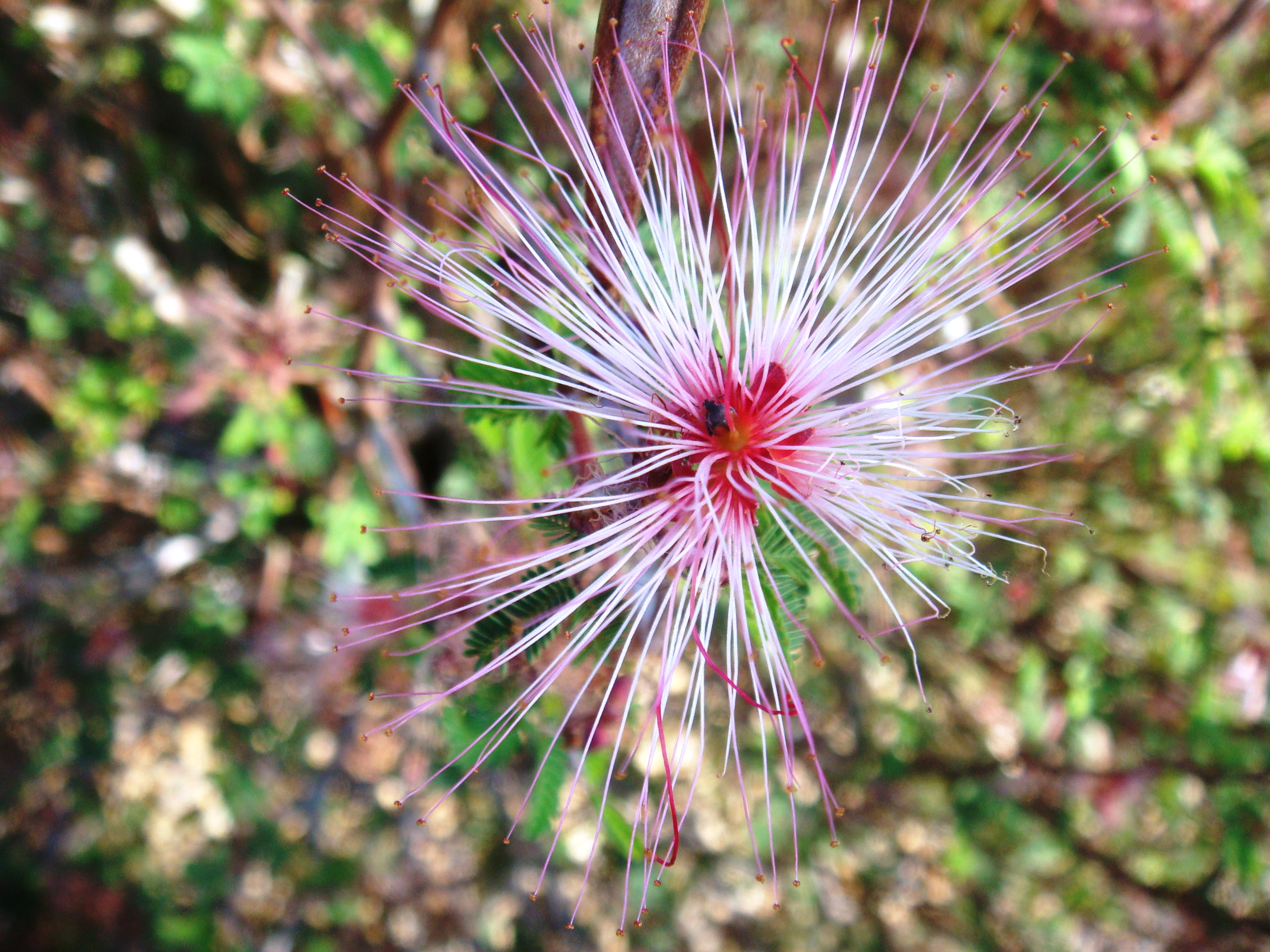
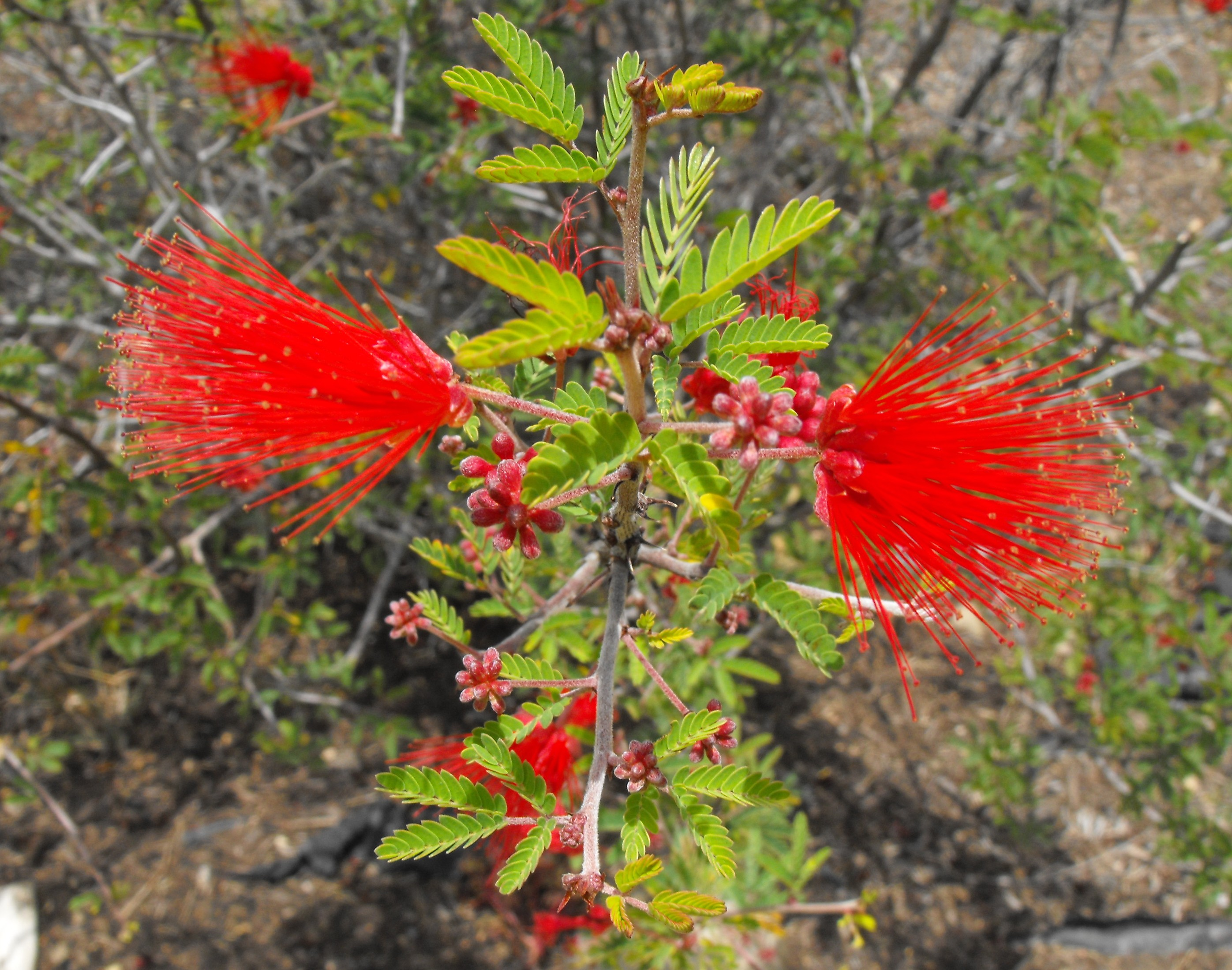